# Косовско-пакистанские отношения
Косовско-пакистанские отношения — двусторонние дипломатические отношения между Республикой Косово и Пакистаном.

## Реакция до признания
В феврале 2008 года министерство иностранных дел Пакистана выступило с официальным заявлением: «Мы понимаем и поддерживаем законные чаяния косоваров и необходимость мира как в Косове, так и в регионе. Пакистан с осторожностью следит за развитием событий в Косове. Мы отметили увеличение количества стран, признавших независимость Косова и заявление Генерального секретаря ОИК, в котором выражается одобрение этого факта, а также солидарность и поддержка косоваров. Наша политика основывается на этих событиях и желаниях населения Косова. Мы по-прежнему искренне желаем, чтобы ситуация оставалась спокойной и мирной в Косове и в регионе».
На встрече 28 января 2009 года между министром иностранных дел Косово Скендером Хюсени и послом Пакистана в Австрии господином Шахбазом, посол заявил, что народ и правительство Пакистана поддерживают Косово на этом пути. Он сказал, что Пакистан ведёт интенсивные переговоры с соседними странами и другими членами ОИК по этому вопросу, и что для Пакистана принятие решения о том признавать Косово или нет — лишь вопрос времени. На встрече 26 мая 2009 года между Скендером Хюсени и редставителем Пакистана при ООН Хуссейном Харуном, представитель заявил, что «мы [Пакистан] полностью поддерживаем вас в этом ситуации».
В беседе 20 мая 2010 года с премьер-министром Турции Реджепом Эрдоганом премьер-министр Пакистана Юсуф Реза Гилани заявил: «Пакистан пристально следит за текущей ситуацией» в Косове и будет ждать заключения Международного суда ООН, прежде чем принимать решение.
В апреле 2011 года представитель министерства иностранных дел Пакистана заявил, что «Исламабад готов признать Республику Косово, но ситуация в Белуджистане не позволяет нам сделать это». Он добавил, что Пакистан «находится под давлением нескольких мусульманских государств и США с целью признания республики». Кроме того, косовский народ, который Соединенные Штаты поддержали в борьбе за свободу против Сербии, «также с нетерпением ждут признания со стороны Пакистана». Чиновник сказал, что «нам очень жаль, что мы не можем этого сделать (признать Косово)» и «Пакистан считает невозможным реализовать своё желание». 13 апреля 2011 года директор по европейскому направлению в министерстве иностранных дел Пакистана Исрар Хуссейн заявил, что вопрос признания Косово Пакистаном будет обсуждаться очень скоро и этот вопрос является приоритетным для правительства Исламабада.

## Признание и последствия
13 декабря 2011 года министр иностранных дел Сербии Вук Еремич заявил во время визита в Пакистан, что эта страна поддерживает суверенитет и территориальную целостность Сербии и не признаёт независимость Косово. Однако, 21 декабря 2012 года было объявлено, что Пакистан признал Республику Косово. 24 декабря 2012 года правительство Пакистана официально объявило о признании независимости Республики Косово. Посол Пакистана в Турции получил аккредитацию в Республике Косово для работы в качестве посла-нерезидента.
В конце октября 2013 года во время встречи в Лондоне между президентом Республики Косово Атифете Яхьяга и премьер-министром Пакистана Навазом Шарифом была достигнута договоренность об увеличении товарооборота между странами и отмене двойного налогообложения на товары. Пакистан также согласился поддержать членство Республики Косово в Организации исламского сотрудничества.